# Ivan Ajvazovskij
Ivan Konstantinovič Ajvazovskij (rusky Иван Константинович Айвазовский, arménsky Հովհաննես Կոնստանդինի Այվազովսկի, 29. července 1817, Feodosija – 2. května 1900, Feodosija) byl ruský malíř arménského původu, známý především svými malbami moře, sběratel výtvarného umění, mecenáš a filantrop. Byl bratrem arménského historika, kněze Gabriela Ajvazovského.

## Původ rodu Ajvazovských
Hovhannes (Ivan) Konstantinovič se narodil v rodině kupce Konstantina (Gevorga) a Repsimé Ajvazjanových. Dne 17. července 1817 pořídil kněz Arménské apoštolské církve ve městě Feodosija záznam o tom, že Konstantinu (Gevorgovi) Ajvazianovi a jeho ženě Repsimé se narodil „Hovhanes, syn Gevorga Ajvazjana“. Předkové Ajvazovského patřili k Arménům z Haliče. Do Haliče se přestěhovali z turecké Arménie v 18. století. Jeho příbuzní vlastnili velké pozemky v oblasti Lvova. Avšak žádné záznamy, které by prozradily něco víc o původu Ajvazovského, se nedochovaly. Jeho otec Konstantin (Gevorg) si i po přestěhování do Feodosije psal příjmení na polský způsob „Hajvazovski“ (upraveno z arménského Ajvazjan). Sám Ajvazovskij ve své autobiografii vypráví o otci, že kvůli sporům se svými bratry se v mládí přestěhoval z Haliče do Dunajských knížectví, kde se začal věnovat obchodu. Otec mluvil několika jazyky.
Publikace, které vznikly ještě za umělcova života, mluví jeho slovy o tom, že jeho předkové byli také tureckého původu. Podle těchto publikací byl jeho děd synem tureckého velitele vojska; když byl dítětem a ruská vojska obsazovala Azov (1696), zachránil mu život jakýsi Armén, který jej dal pokřtít a adoptoval jej. Když umělec zemřel (1901), jeho biograf N. N. Kuzmin ve své knize napsal tento příběh, ale o otci umělce odkazuje na dokument bez názvu z archivu Ajvazovského.

## Život

### Mládí a studium
Poté, co se Konstantin Gajvazovski (1771–1840) přestěhoval do Feodosije, vzal si za ženu místní Arménku Repsimé (1784–1860). Měli tři dcery a dva syny. Synové se jmenovali Hovhannes a Sargis (ten později v klášteře přijal jméno Gabriel). Nejprve se obchodní záležitosti Gajvazovskému dařily, ale během epidemie moru v roce 1812 přišel na mizinu. Proto dětství umělce probíhalo v bídě. Díky svému uměleckému talentu byl však přijat na simferopolské gymnázium a v roce 1833 dostal stipendium na Carskou akademii umění v Petrohradě. Jeho učiteli byli Maxim Vorobjov, Philippe Tanner a Alexandr Sauerweid, který vedl třídu bojové námořní malby. Hovhannes (Ivan) projevil výrazný talent především jako krajinář a malíř mořských scenérií. V roce 1837 byl jeho obraz Klid na moři (Штиль) oceněn zlatou medailí a bylo rozhodnuto umožnit mu dvouletý studijní pobyt na Krymu. Pracoval podle přírody, avšak plátna dokončoval v ateliéru. Vzniklo mnoho velmi úspěšných krymských scenérií. V roce 1839 se vrátil do Petrohradu, kde mu byl udělen certifikát o zdárném ukončení akademie. V Petrohradě přijal ruské jméno Ivan a později si na radu svého bratra poruštil příjmení na Ajvazovskij. V roce 1839 namaloval Ajvazovskij na žádost velitele kavkazského pobřežního pásma generála Nikolaje Rajevského obraz Výsadek jednotky v údolí Subaši. Obraz získal ruský car Mikuláš I. Pavlovič.
V letech 1840–1844 Ajvazovskij pobýval v Itálii, zejména v Sorrentu a maloval obrazy s biblickými tématy a krajiny. Obraz na téma vzniku světa s názvem Chaos koupil papež Řehoř XVI. pro Vatikánské sbírky. Navštívil Francii, kde obdržel zlatou medaili Pařížské akademie umění, Německo, Velkou Británii a další země. Začal být uznáván za nejlepšího mistra námořní tematiky v Evropě. Jeho díla chválil William Turner. Stal se členem uměleckých akademií v Římě, Paříži, Florencii, Amsterdamu a Stuttgartu.
V roce 1844 se Ajvazovskij vrátil do Ruska jako slavný umělec. Stal se oficiálním malířem Hlavního námořního štábu, v roce 1845 se zúčastnil velké námořní expedice k břehům Malé Asie, která ho inspirovala k vytvoření řady obrazů s námětem moře a výhledů na Konstantinopol. Od roku 1847 byl profesorem na petrohradské Ruské akademii umění.

### Život ve Feodosiji
Od roku 1845 žil ve Feodosiji, kde si postavil dům na městském nábřeží. Ajvazovskij hodně cestoval, několikrát do roka ho povinnosti zavedly do Petrohradu, ale Feodosii považoval za své domovské město. Aktivně se zabýval záležitostmi města, jeho uspořádáním, napomáhal jeho rozkvětu. Za vydělané peníze založil školu umění, která se nakonec stala jedním z uměleckých center Nové Rusi, a výstavní síň (1880). Stal se zakladatelem Kimmerijské malířské školy. Byl iniciátorem výstavby železniční trati Feodosija – Džankoj, která byla dokončena v roce 1892. Zajímal se o archeologii a věnoval se otázkám ochrany památek na Krymu. Zúčastnil se výzkumu více než 80 mohyl. Část při tom nalezených předmětů se nyní nachází v petrohradské Ermitáži.

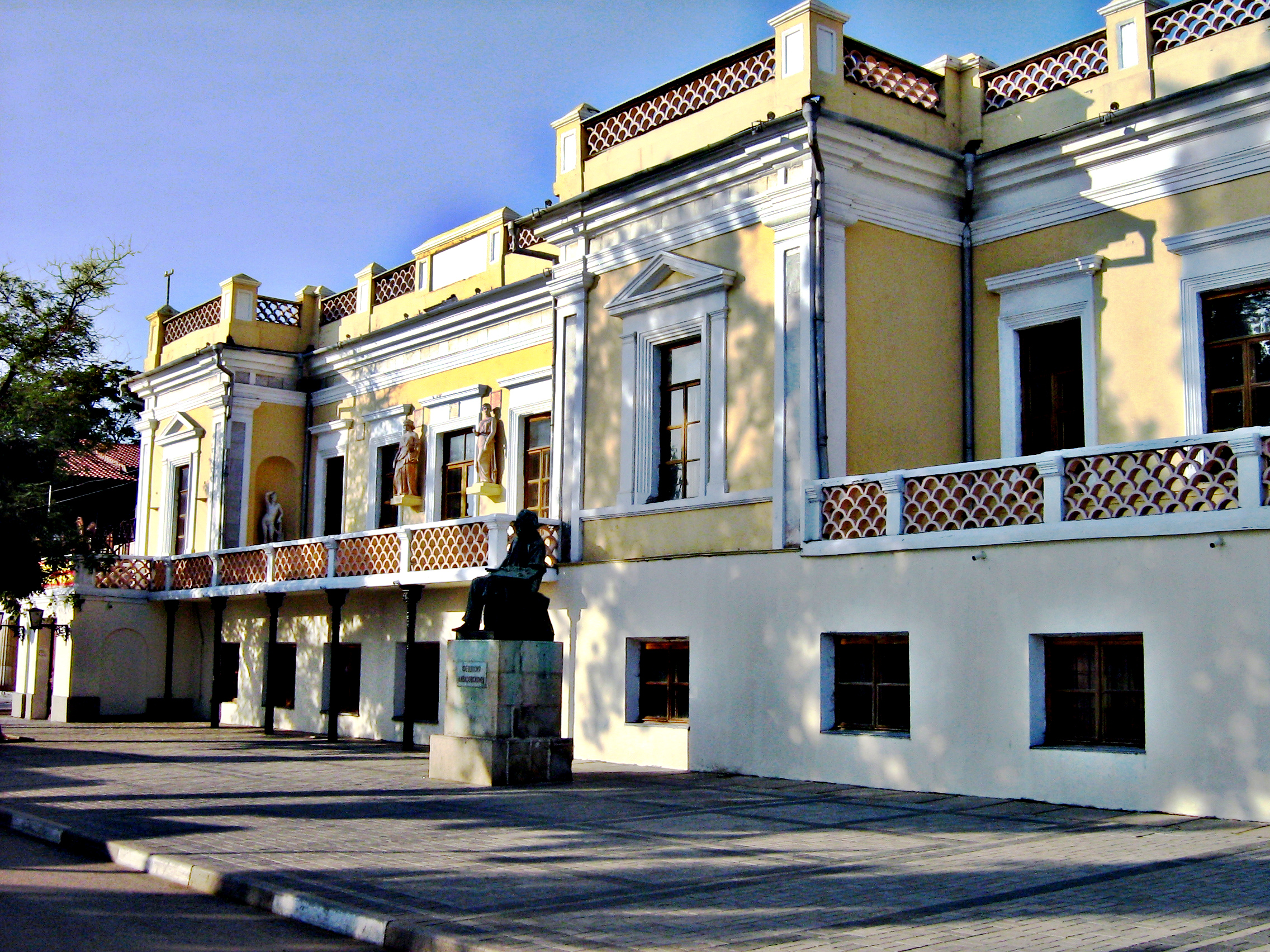
Národní obrazová galerie ve Feodosiji pojmenovaná po Ivanu Ajvazovském

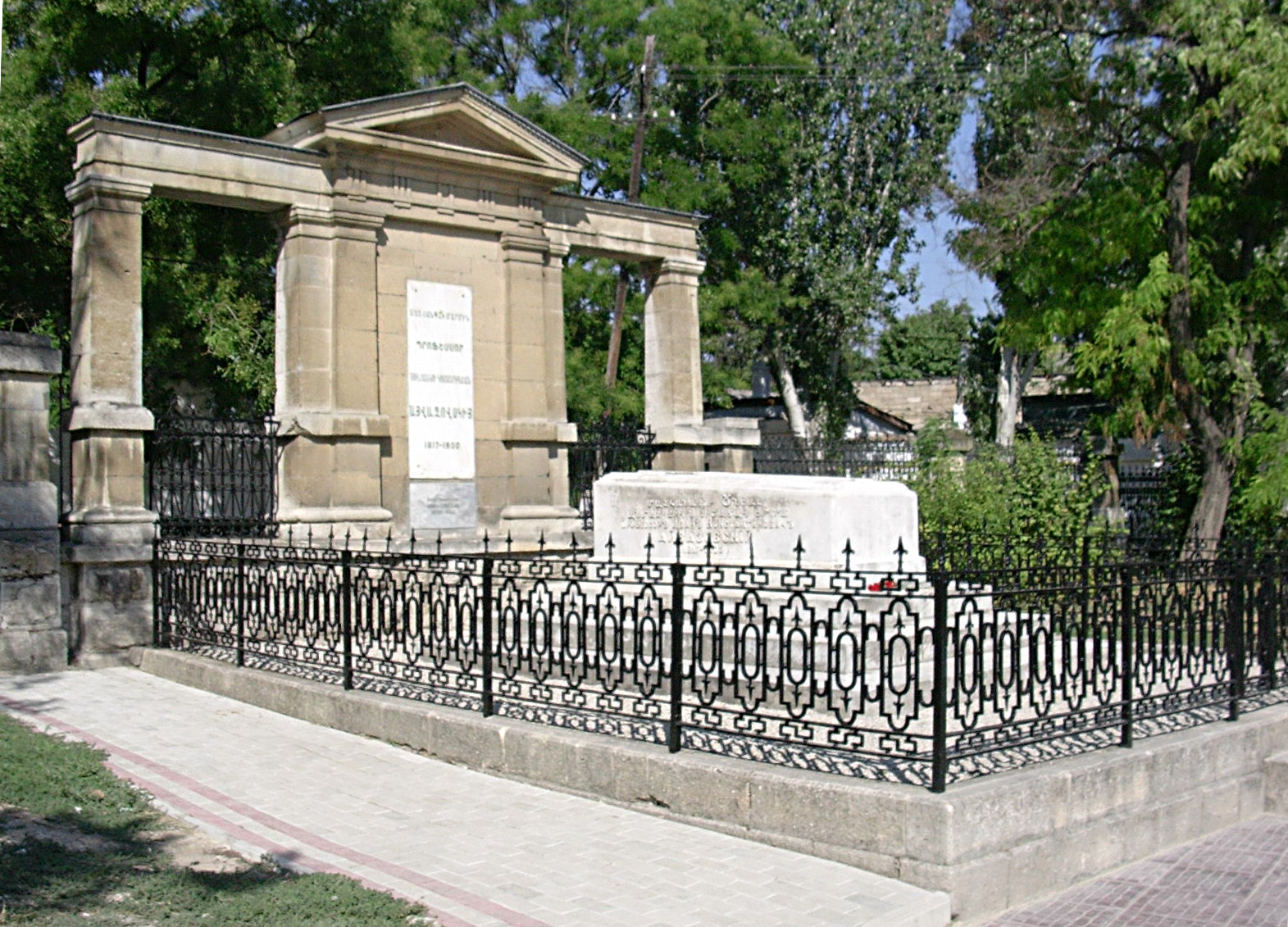
Ajvazovského hrob

Na vlastní náklady postavil novou budovu pro feodosijské muzeum starožitností s památníkem Petra Kotljarevského, která však byla zničena během 2. světové války. Díky svým zásluhám o archeologii se stal plnoprávným členem Oděského spolku pro historii a památky.
Často cestoval po Rusku, Blízkém Východě, Africe a v roce 1892 navštívil i Severní Ameriku, kde obdivoval Niagarské vodopády, které později zachytil na obraze. V roce 1857 vytvořil Ajvazovskij na umělecké výstavě v Paříži sérii čtyř krajin s názvem Bohatství Ruska, za které byl jmenován rytířem řádu čestné legie. Jako jeden z prvních ruských umělců organizovat výstavy svých obrazů nejen v Petrohradě a Moskvě, ale také v hlavních městech evropských států, stejně jako v mnoha provinčních městech Ruska. Během života uspořádal 125 autorských výstav.
Jeho kariéra byla velmi úspěšná, obdržel mnoho řádů a vyznamenání. Získal vysokou hodnost v ruském námořnictvu. V roce 1864 mu car udělil dědičný šlechtický titul.
Ve Feodosii vznikla Ajvazovského nejlepší díla Devátá vlna, Duha, Černé moře, Vlna, Mezi vlnami a další. Většinu děl už vytvářel v ateliéru, využíval svou vynikající vizuální paměť a zpracovával zážitky a vjemy z předchozích cest. V posledních letech života se soustředil především na malířskou tvorbu.

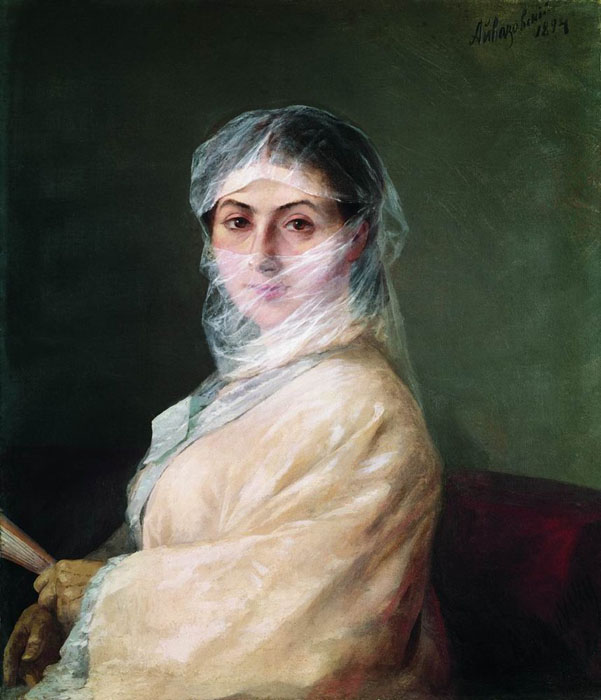
Ajvazovského portrét manželky Anny (1882)

Ajvazovskij zemřel na krvácení do mozku při tvorbě obrazu Výbuch turecké lodi. Je pohřben ve Feodosiji, v hradbě středověkého arménského kostela Surb Sarkis. V roce 1903 vdova po umělci Anna Burnazjanová nechala na hrob svého manžela instalovat náhrobek ve tvaru sarkofágu z jednoho velkého bloku bílého mramoru s nápisem ve staroarménštině.

### Osobní život
V roce 1848 se Ajvazovskij oženil s Julií Grevesovou, dcerou anglického lékaře, který sloužil v ruské armádě. Po 12 letech se rozešli a Julia se přestěhovala do Petrohradu. Jejich manželství bylo oficiálně zrušeno až v roce 1877. Měli čtyři dcery a několik Ajvazovského vnoučat se později prosadilo jako malíři.
Druhou manželkou byla Anna Sarkisová-Burnazjanová (*1856–†1944), původem Arménka. Ajvazovskij se s ní setkal v roce 1882 a byl uchvácen její krásou. O čtyřicet let mladší vdovu po známém feodosijském obchodníkovi si vzal v roce 1883 a žili spolu až do jeho smrti v roce 1900.

## Dílo

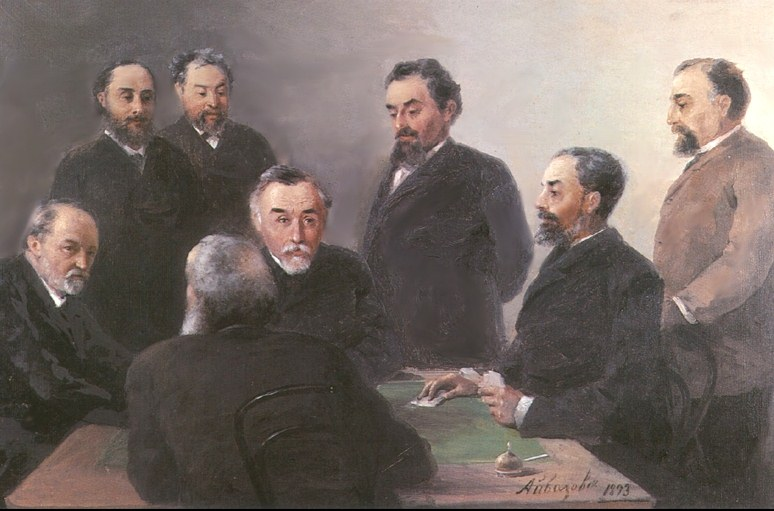
Vlastní vyobrazení Ajvazovského a jeho přátel, 1893

Ivan Konstantinovič Ajvazovskij maloval převážně mořské krajiny a námořní bitvy. Oblíbeným tématem jeho děl byla pobřežní města na Krymu. Maloval také obrazy na biblická a historická témata, především z arménských dějin a portréty blízkých přátel a členů rodiny.
V jeho dílech se zvláště v počátcích objevovaly prvky romantismu, což se projevovalo ve volbě námětů, koloritu a snaze o dokonalé linie. Od klidných, idylických obrazů postupně přešel k dramatickému ztvárnění rozbouřeného moře a živlů. Vynikal schopností zpracovat světelné efekty vznikající při osvětlení rozbouřeného moře slunečním nebo měsíčním světlem. Pokračoval v tradici ruského krajinářství začátku devatenáctého století a fakticky založil novou školu marinismu, ve které zanechal svůj vlastní neopakovatelný otisk.
Celkem umělec vytvořil více než 6 000 děl, z toho asi 4000 mořských námětů.

## Odkaz
Podle jeho závěti připadla obrazová galerie, kterou založil v roce 1880 ve svém domě, jako dar městu Feodosiji. Galerie obrazů,  která nese Ajvazovského jméno, obsahuje z větší části jeho díla. Archiv dokumentů Ajvazovského se nachází v Ruském státním archivu literatury a umění, Státní veřejné knihovně M. E. Saltykova-Ščedrina v Petrohradě, Státní Treťjakovské galerii v Moskvě a Státním centrálním divadelním muzeu A. A. Bachrušina v Moskvě.

## Galerie

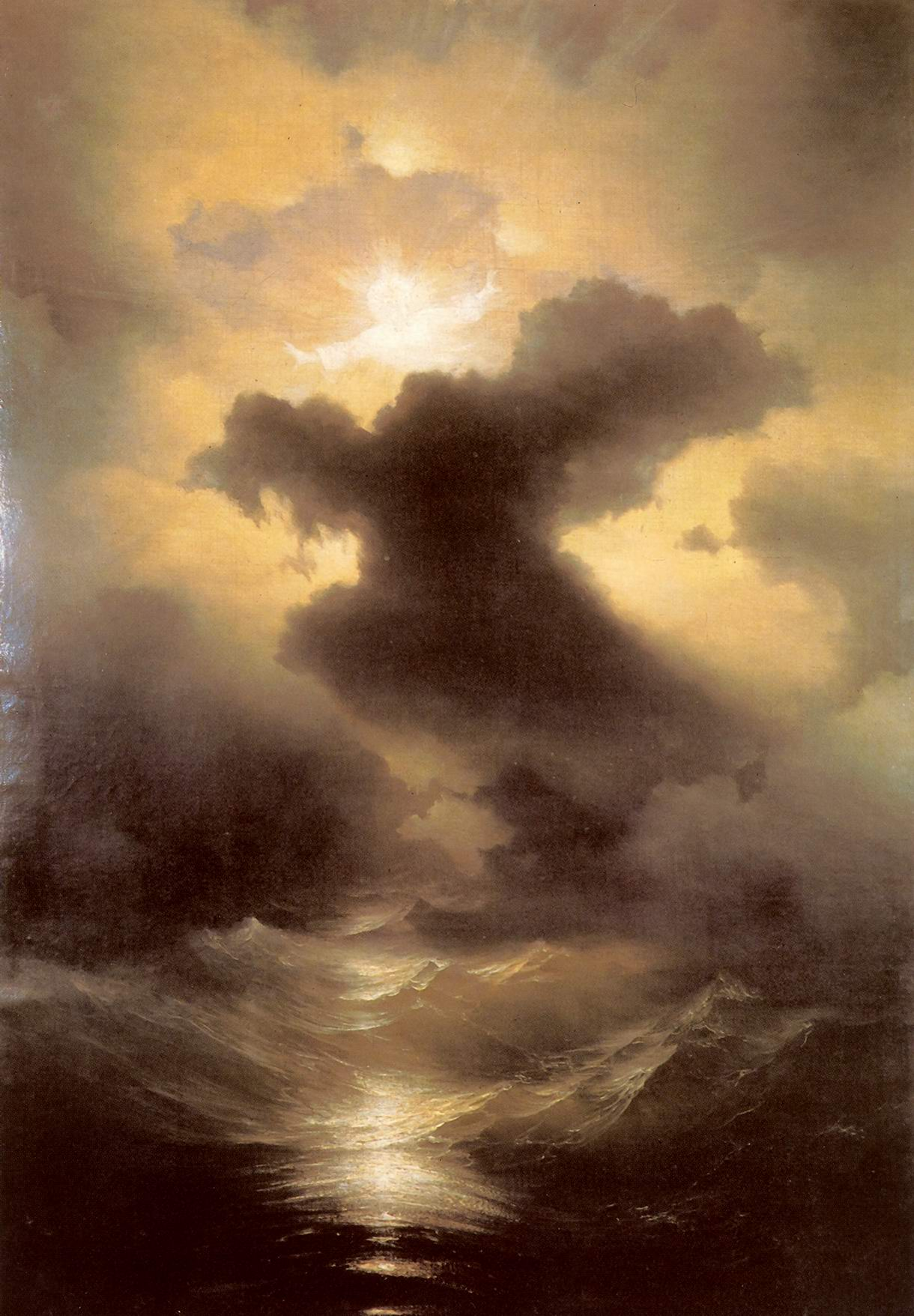
Chaos (1841)
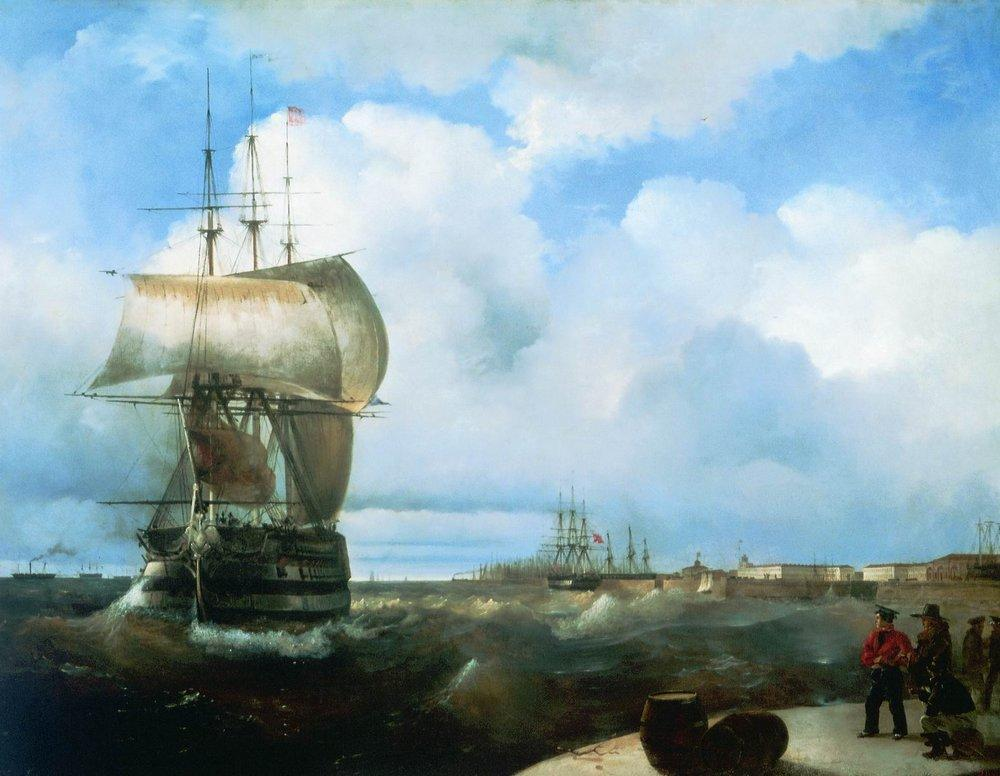
Velká kronštadtská rejda (1836)
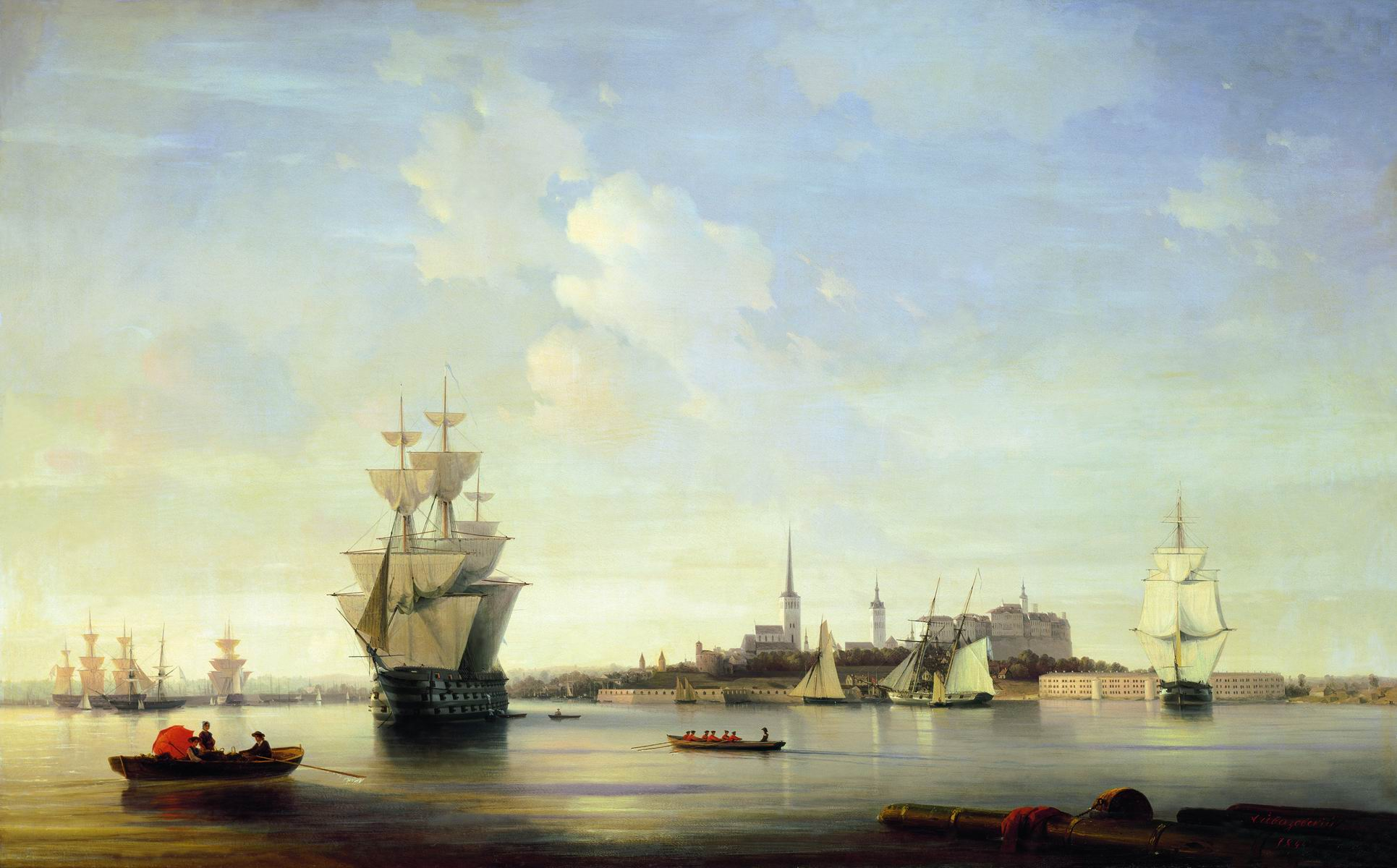
Reval-Tallin (1845)
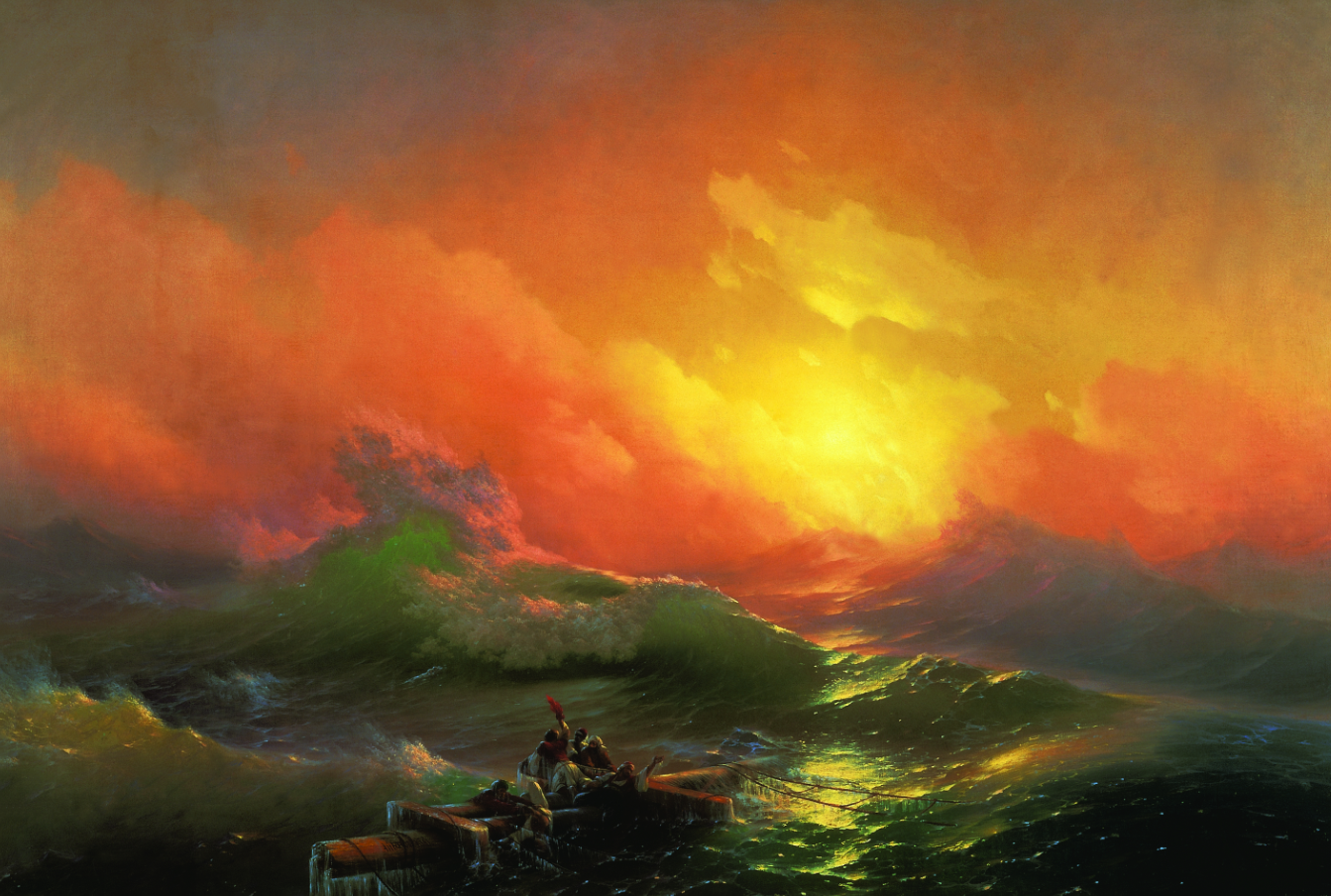
Devátá vlna (1850)
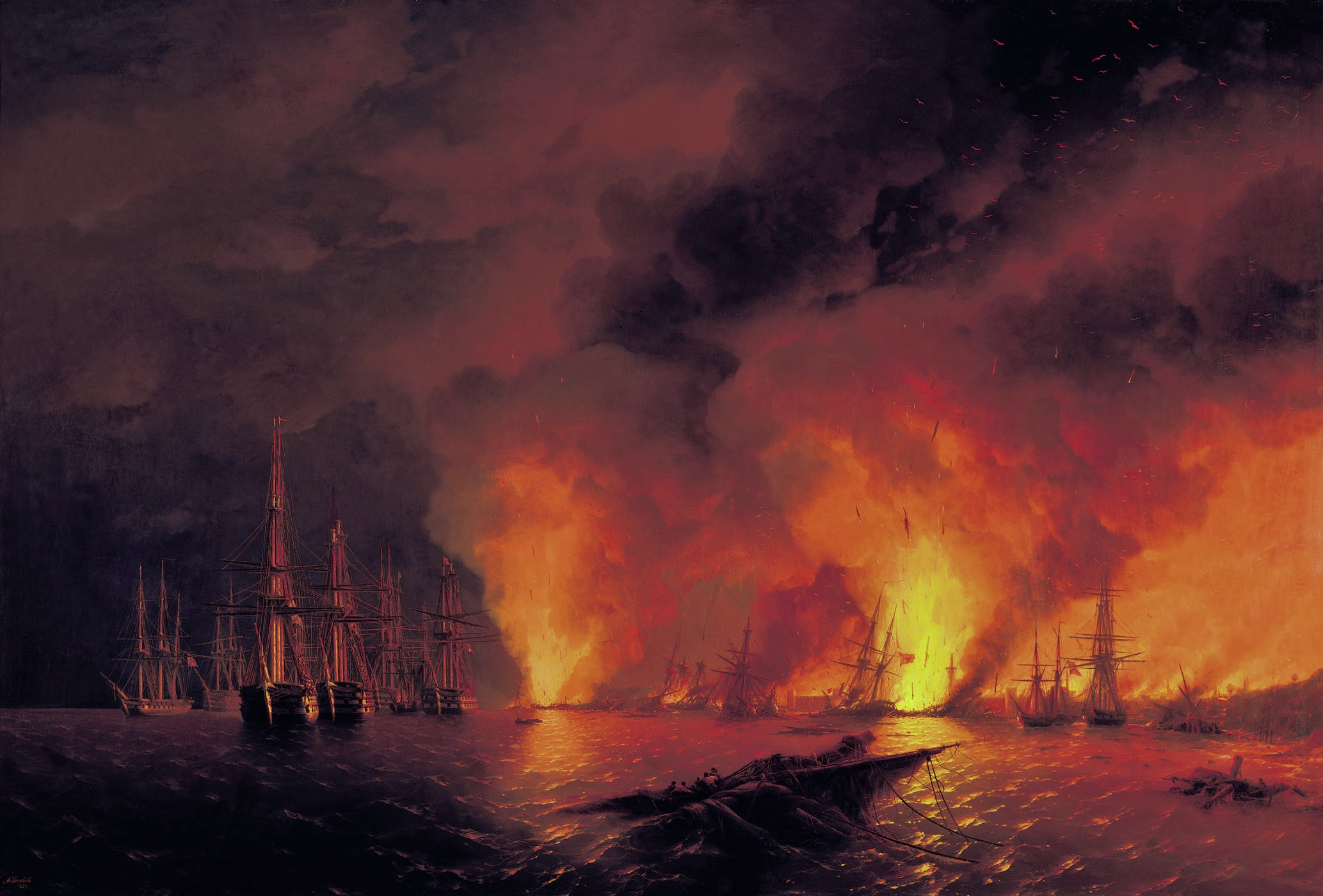
Bitva u Sinope (1853)
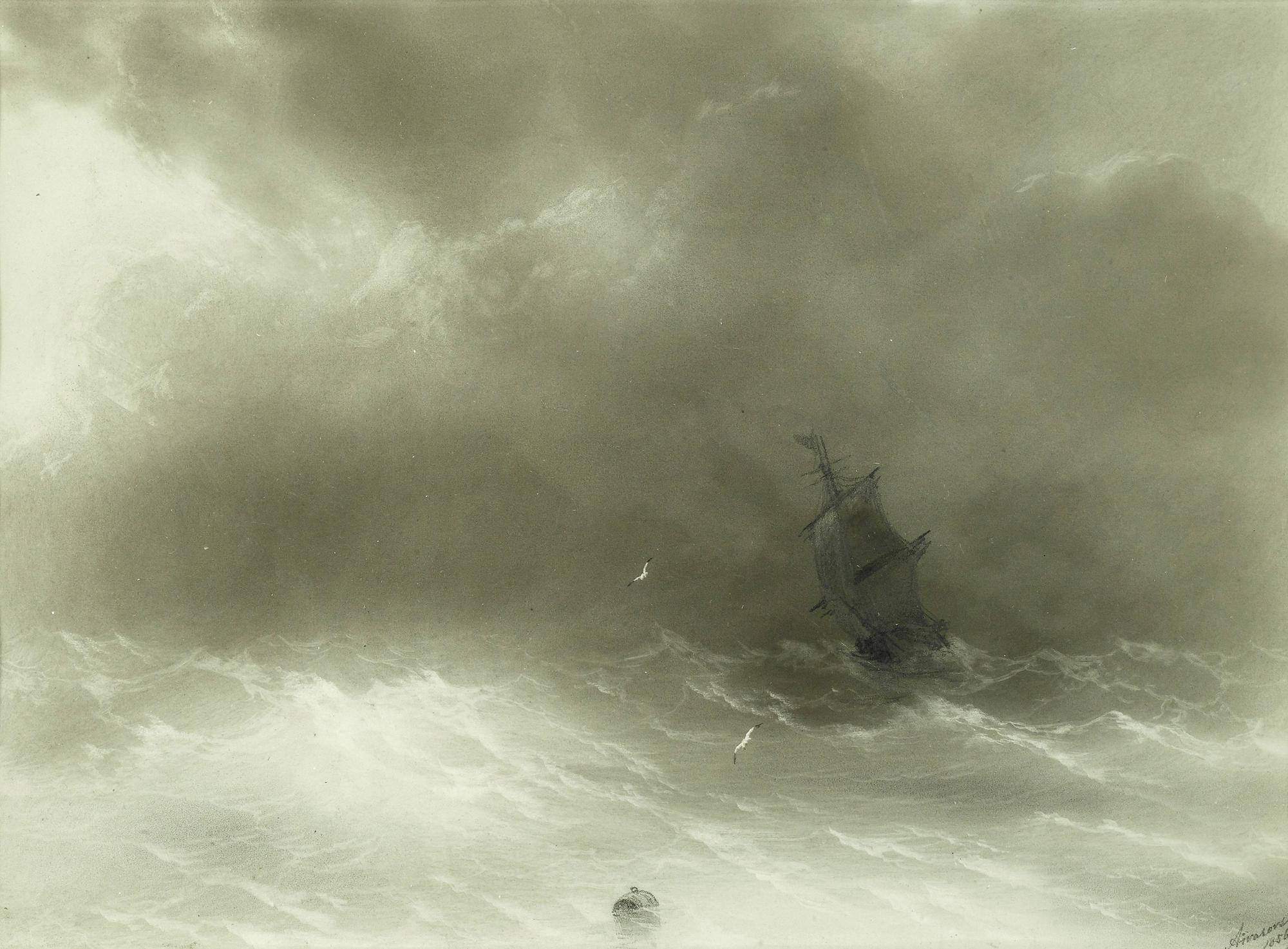
Silný vítr (1856)
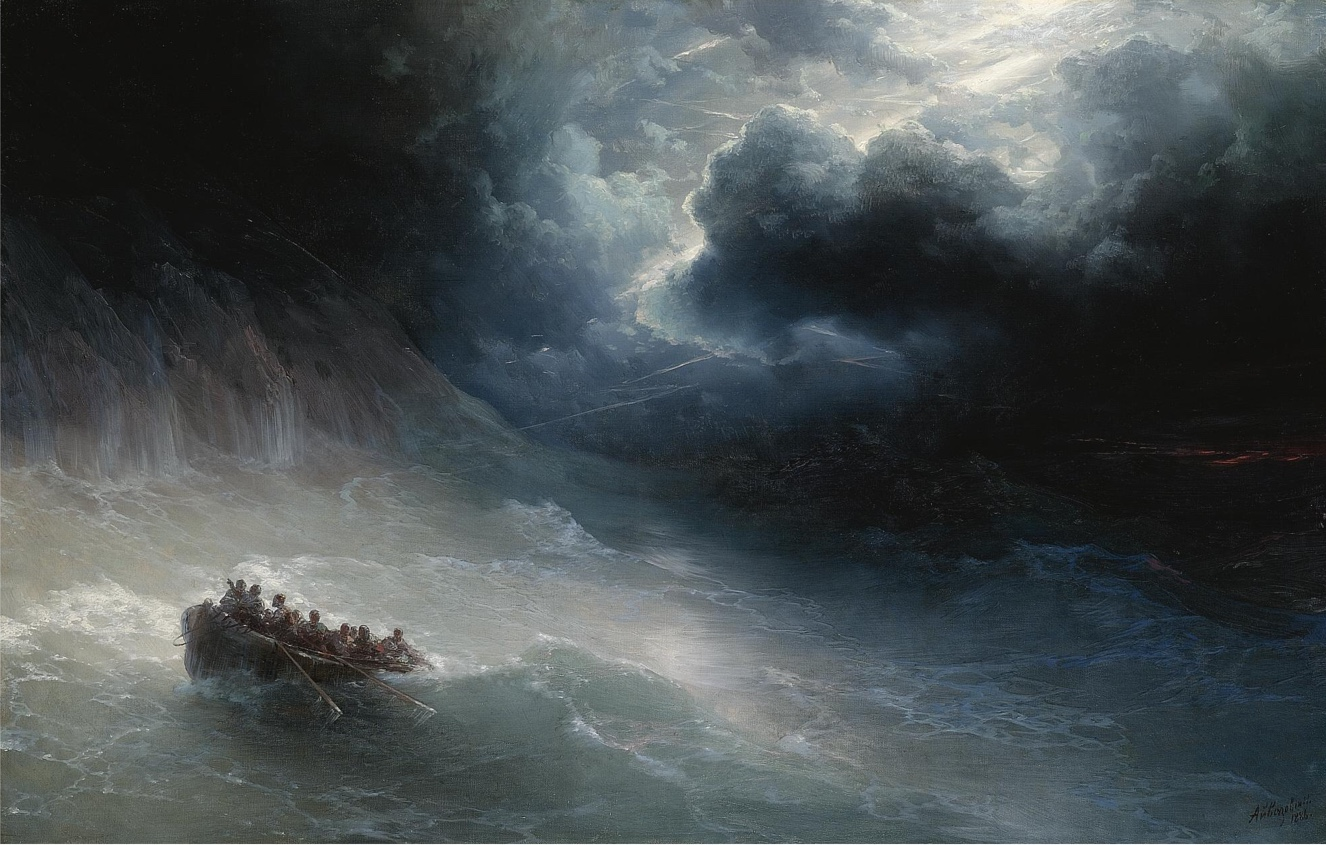
Hněv moře (1886)